# Степаново (Чайковский городской округ)
Степаново — деревня в Пермском крае России. Входит в Чайковский городской округ.

## География
Деревня расположена на реке Шумчиха (приток реки Барда), примерно в 4 км к западу от села Ваньки и в 11,5 км к северо-востоку от города Чайковского.

## История
В 2016 году статус населённого пункта был изменён с село на деревня.
С декабря 2004 до весны 2018 гг. деревня входила в Ваньковское сельское поселение Чайковского муниципального района.

## Население
| 2010 |
| ---- |
| 198  |

## Улицы
В деревне имеются улицы:
- Ключевая ул.
- Митинская ул.
- Молодежная ул.
- Центральная ул.

## Топографические карты
- Лист карты O-40-109 Чайковский. Масштаб: 1 : 100 000. Состояние местности на 1982 год. Издание 1983 г.